# 悼公 (秦)
悼公（とうこう）は、秦の第16代公。恵公の子。

## 生涯
恵公の子として生まれる。
恵公10年（前491年）10月、恵公が薨去したため、後を継いで秦公となった。
悼公2年（前489年）秋、斉において主君殺しがあり、斉の悼公が即位した。しかし、その4年後（前485年）に悼公も殺され、簡公が即位した。
悼公9年（前482年）夏、晋と呉が黄池において会盟した際、呉王夫差が晋に代わって盟主となり、覇者となった。
悼公12年（前479年）夏、斉で三度主君殺しが起こり、簡公が殺され、平公が立った。この時、簡公を殺した田恒が宰相に就任した。
悼公14年（前477年）、薨去し、子の厲共公が立って秦公となった。

## 参考資料
- 『春秋左氏伝』（哀公六年、十三年、十四年）
- 『史記』（秦本紀第五）